# Roberto Burgos Cantor
Roberto Eliécer Burgos Cantor (Cartagena de Indias, Colombia; 4 de mayo de 1948-Bogotá, Colombia; 16 de octubre de 2018) fue un escritor colombiano. Escribió cuentos en periódicos y revistas hasta 1981. Sus obras ficcionales se caracterizaron  por renovar el relato desde lo experimental y la persistente apropiación del lenguaje como personaje en los contextos históricos esclavistas de Cartagena. Adicionalmente fue Asesor Jurídico de Legis, Secretario General de Focine y Jefe de la Oficina Jurídica de la Superintendencia de Notariado y Registro. Falleció a los 70 años por complicaciones cardiacas.

## Biografía
Nació en Cartagena de Indias. A los 17 años publica su primer cuento La lechuza dijo el réquiem, publicado por Manuel Zapata Olivella en la revista Letras Nacionales. Se graduó de Derecho en la Universidad Nacional de Colombia.
En 1980 publicó su primer libro de cuentos Lo Amador y otros cuentos, y desde entonces continuó su producción literaria. En 2007 publicó su novela La ceiba de la Memoria, la cual demuestra una notable documentación de la Cartagena del siglo XVII, sobre la esclavitud de una sociedad colonizada.
Obtuvo el premio nacional de Novela otorgado por el Ministerio de Cultura de Colombia en 2018,  en el cual se le destacó por ser "un mosaico de vidas y paisajes del Caribe que se preocupa por darle voz a los más excluidos y marginados". Adicionalmente, los jurados del certamen afirmaron: “Es una novela de un gran propósito literario. Montada en una estructura compleja, que alterna los monólogos con la narración en tercera persona, en una progresión de imágenes visuales compuestas mediante un lenguaje al mismo tiempo personal y universal”.
Hasta sus últimos años de vida, se desempeñó como director del departamento de Creación Literaria de la Universidad Central.

## Premios y reconocimientos[1]
- Premio Jorge Gaitán Durán (1971) otorgado por el Instituto de Bellas Artes de Cúcuta
- Premio de Narrativa José María Arguedas (2009) de Casa de las Américas en La Habana, Cuba, por la novela La ceiba de la memoria[11]
- Finalista del Premio Rómulo Gallegos (2010) por la novela La ceiba de la memoria
- Doctorado Honoris Causa (2015) por la Universidad Nacional de Colombia[10]
- Premio Nacional de Novela (Colombia) (2018) otorgado por el Ministerio de Cultura de Colombia, por la novela Ver lo que veo[12]

## Obra publicada
Libros de cuento
- Lo amador y otros cuentos, 1980
- De gozos y desvelos, 1987
- Quiero es cantar, 1998
- Una siempre es la misma, 2009
- El secreto de Alicia, 2013
- Orillas, 2019 (póstumo)

Novela
- El patio de los vientos perdidos, 1984
- El vuelo de la paloma, 1992
- Pavana del ángel, 1995
- La ceiba de la memoria, 2007
- Ese silencio, 2010
- El médico del emperador y su hermano, 2015
- Ver lo que veo, 2017

No ficción
- Señas particulares: testimonio de una vocación literaria, 2001

Literatura infantil
- Juegos de niños, 1999